# Ільїно (Гагарінський район)
Ільїно (рос. Ильино) — присілок Гагарінського району Смоленської області Росії. Входить до складу Баскаковського сільського поселення.
Населення — 5 осіб (2007 рік).